# Olsson & Rosenlunds AB

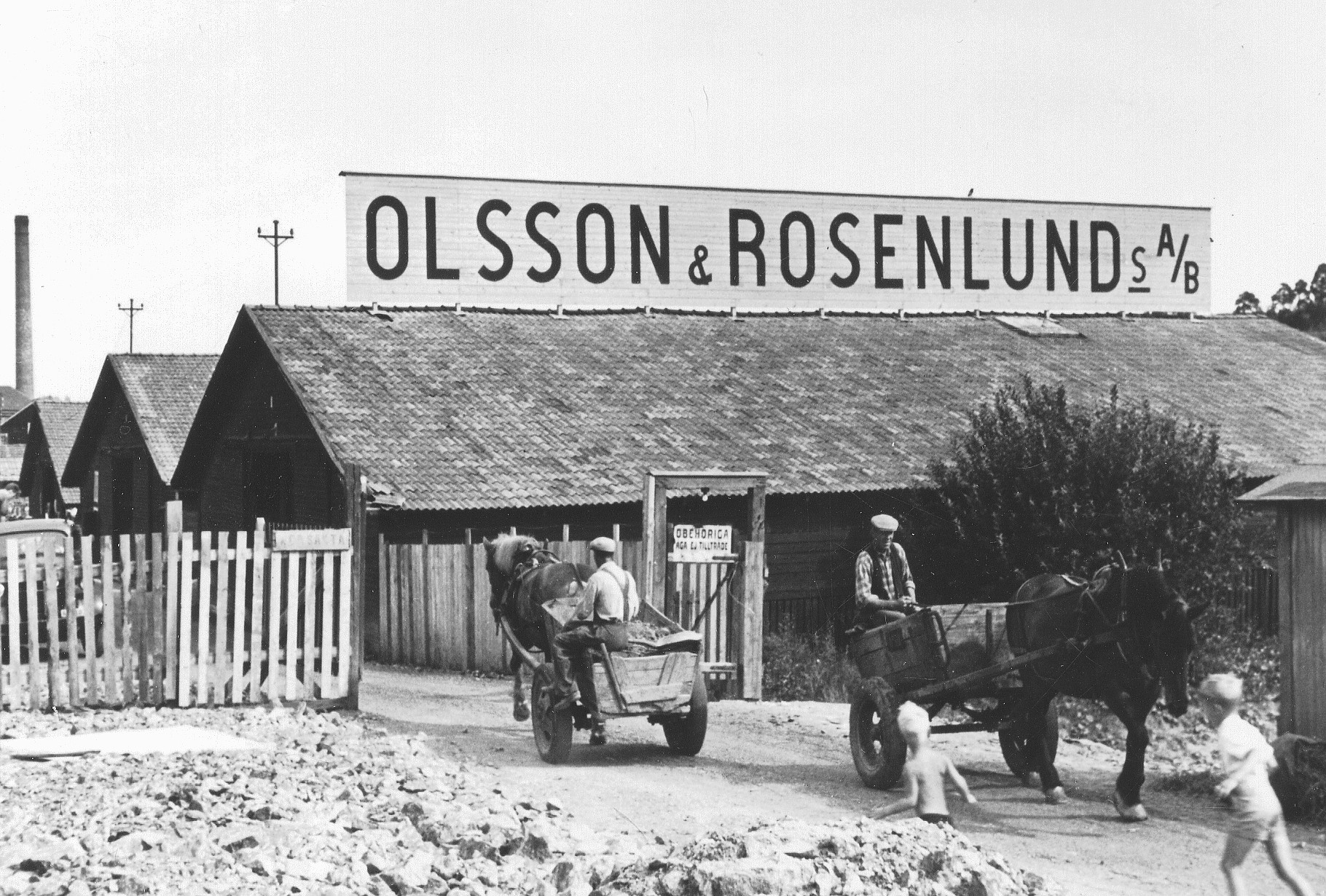
Brädgårdens entré på Olssons & Rosenlunds 1947.

Olsson & Rosenlunds AB var ett byggnadsmaterialföretag med säte i Heby och Stockholm som bedrivit tillverkning och försäljning från 1882 och fram till på 1980-talet. Under större delen av 1900-talet har företaget också varit en stor markexploatör i Stockholmsområdet (i Hägersten, Mälarhöjden, Västertorp och Sollentuna kommun och Hägerstensåsen). Fram till 1930 bedrevs också jordbruk på Hägerstens gård.

## Ägande
| Axel Rosenlund |  | Johan Olsson |
| Axel Rosenlund |  | Johan Olsson |

Firman Olsson & Rosenlund grundades 1882 av kompanjonerna Johan Olsson (1858–1940), Gustaf Olsson (1862–1934) och Axel Rosenlund (1843–1920). År 1888 ombildades firman till Handelsbolaget Olsson & Rosenlund och senare till ett familjeägt aktiebolag. År 1970 köptes företaget upp av det Handelsbanken närstående investmentbolaget Industrivärden. Det ingick tillsammans med bland annat Gullfiber och byggnadsföretaget John Mattson i en bygg- och fastighetssektor inom investmentbolaget, ett innehav som successivt avvecklades under 1980-talet. Företaget har numera upphört.

## Anläggningar

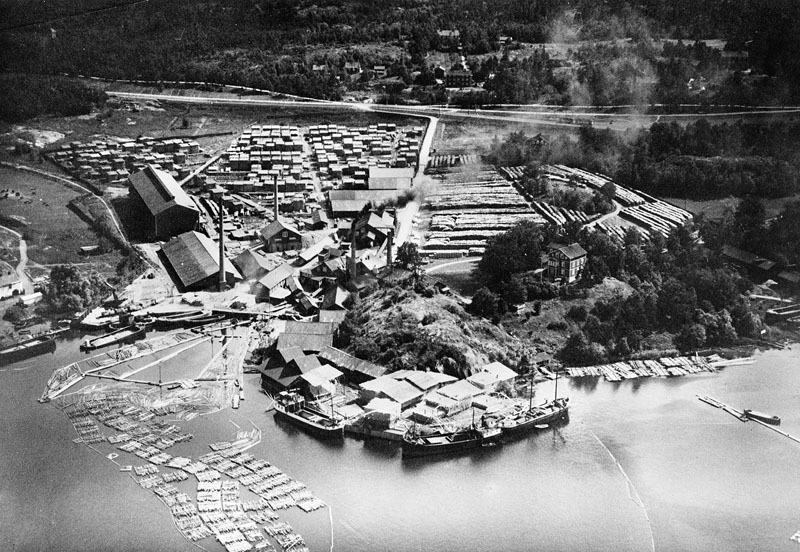
Hägerstenshamnen och Olsson & Rosenlunds sågverk 1930.

Firman byggdes upp med trävarutillverkning i Heby i Uppland. Där drevs ett sågverk, en kvarn och en snickerifabrik (Olsson & Rosenlunds Snickeri AB) samt inte minst tegelbruk.
Det stora tegelbruket revs under senare delen av 1980-talet. I december 2003 bildades Intresseföreningen Olsson & Rosenlund för att ta över den nedlagda snickerifabriken och efter restaurering använda den för bland annat ungdomsverksamhet. Planerna har försenats sedan höga halter av arsenik i marken upptäckts. Företaget tillverkade också taktegel i Vittinge samt Sillbo strax utanför Huddunge ett par mil norrut från Heby respektive en mil österut.
År 1894 köpte Olsson & Rosenlund Hägerstens gård med 250 hektar mark och skog. Detta var året efter det att dess sågverk vid Jungfrusund på Ekerö brunnit ned. Hägerstens gård ligger vid Mälaren nära Stockholms innerstad, och där uppfördes efter hand en hel bruksmiljö kring ett sågverk, en brädgård, en snickerifabrik och ett tegelbruk. För inskeppning av flottat timmer och utskeppning med pråmar av tegel och trävaror anlades en hamn med båtvarv. 
Som mest sysselsattes 200 personer i industrin, därtill kom anställda vid gårdens utarrenderade jordbruk. De anställda bodde i hus som företaget byggde i anslutning till fabriksområdet. Tegelbruket brann i juni 1920 och elden spred sig till torklådorna och även till Örnsbergs gård som totalförstördes. Branden bekämpades av sjöångsprutorna Phoenix och S:t Erik. Brännugnarna klarade sig och man byggde upp verksamheten igen som dock lades ner redan 1929 då leran tog slut. 
Stockholm var det huvudsakliga avsättningsområdet, och en brädgård anlades också vid Bryggargatan på Blekholmen, väster om järnvägen vid Klara sjö. Driften vid produktionsenheterna vid Hägerstenshamnen drogs successivt in under 1930-talet. Brädgården behölls in på 1970-talet. Jordbruket upphörde omkring år 1930. Disponentbostaden Villa Rosenlund med tillhörande trädgårdsmästarbostad i kvarteret Maja Myra vid Torsslowsbacken är de enda bevarade byggnader som minner om  Olsson & Rosenlunds en gång så stora verksamhet.

### Tegelbruk
I Heby drev företaget ett av Sveriges största taktegelbruk, verksamheten bedrevs i en gigantisk träbyggnad som enligt ryktet ska ha varit norra Europas största träbyggnad mellan 1882 och 1980. År 1937 tillverkades 1,2 miljoner murtegel, 450 000 enkupiga taktegel, 4,5 miljoner tvåkupiga taktegel, 300 000 falstaktegel och 800 000 tegelrör. År 1943 hade tegelbruket 18 flamugnar. Tegelbruket lades ner i november 1980.
Sillby tegelbruk blev inköpt år 1945 och lades ner år 1971.

## Historiska bilder

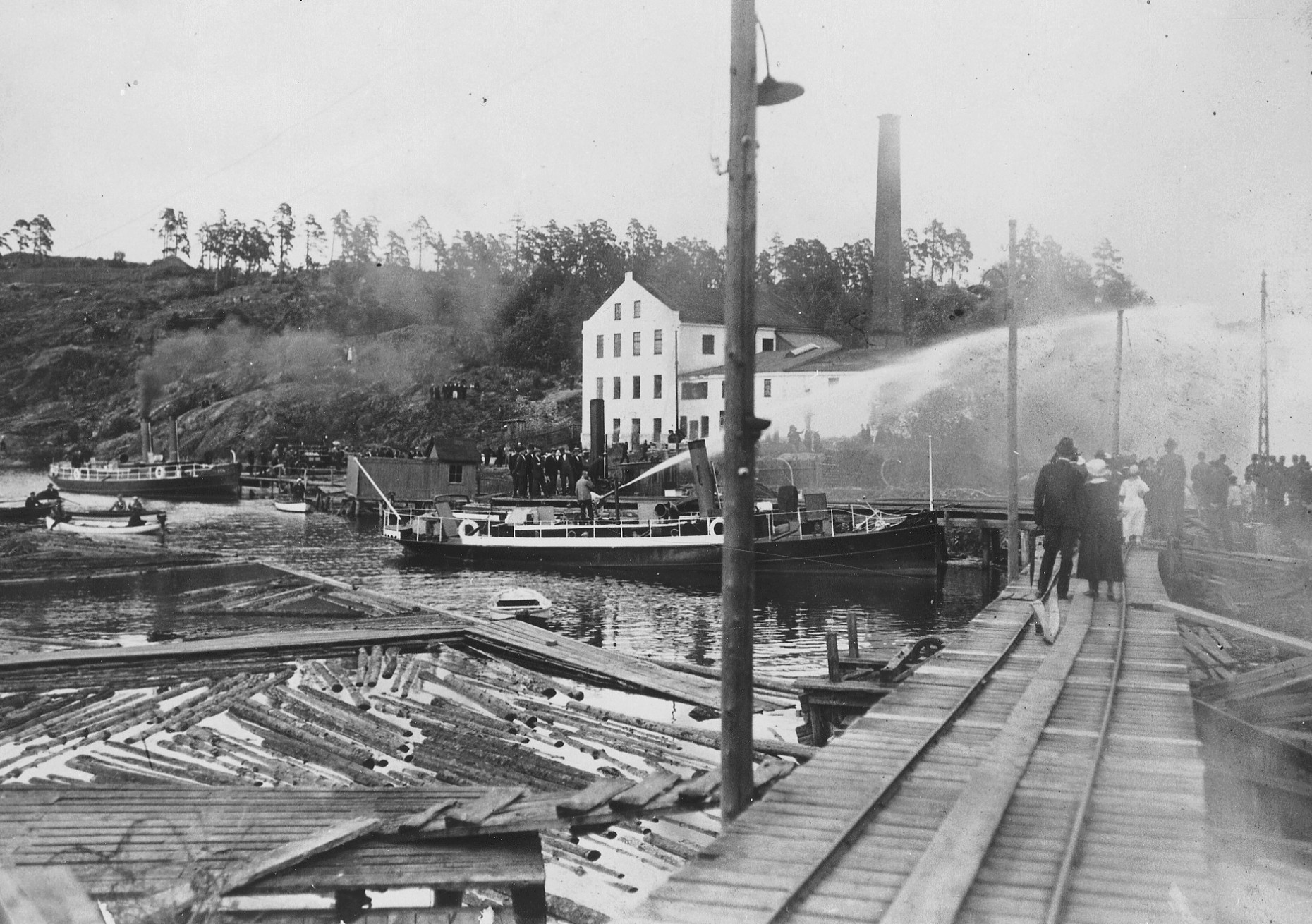
Stora branden den 20 juni 1920.
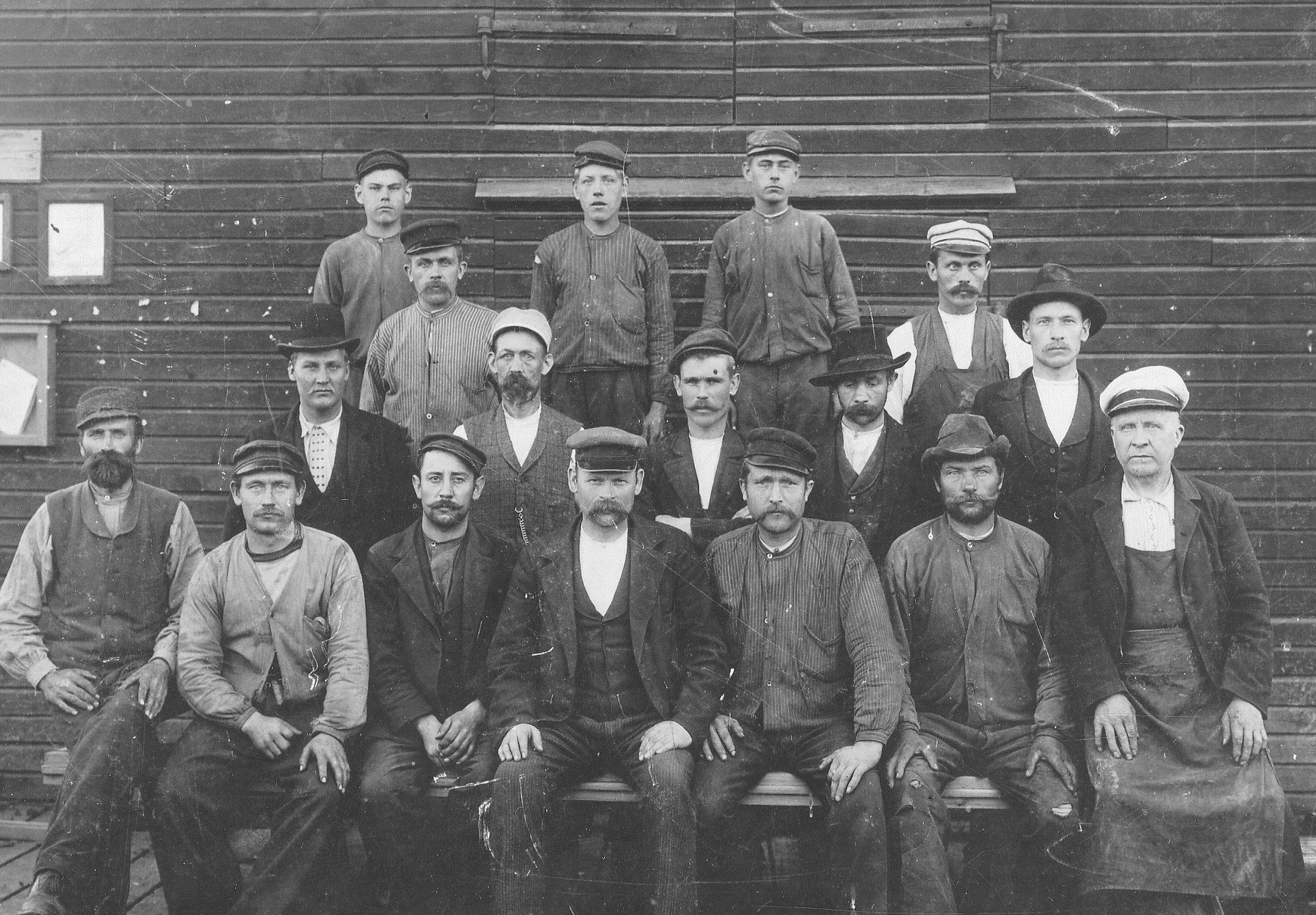
Arbetare framför snickerifabriken, 1920-tal.
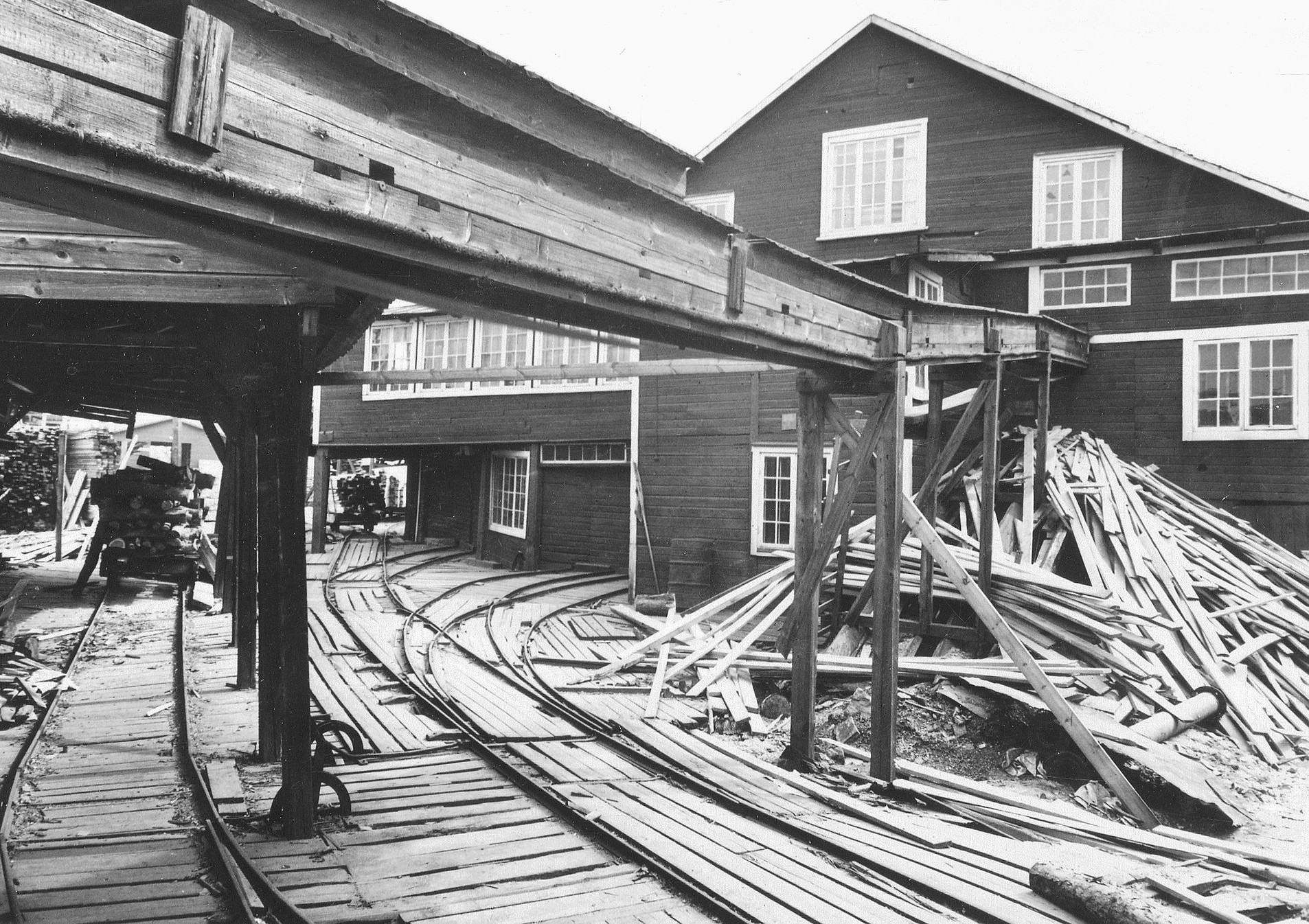
Hyvleriet 1946.
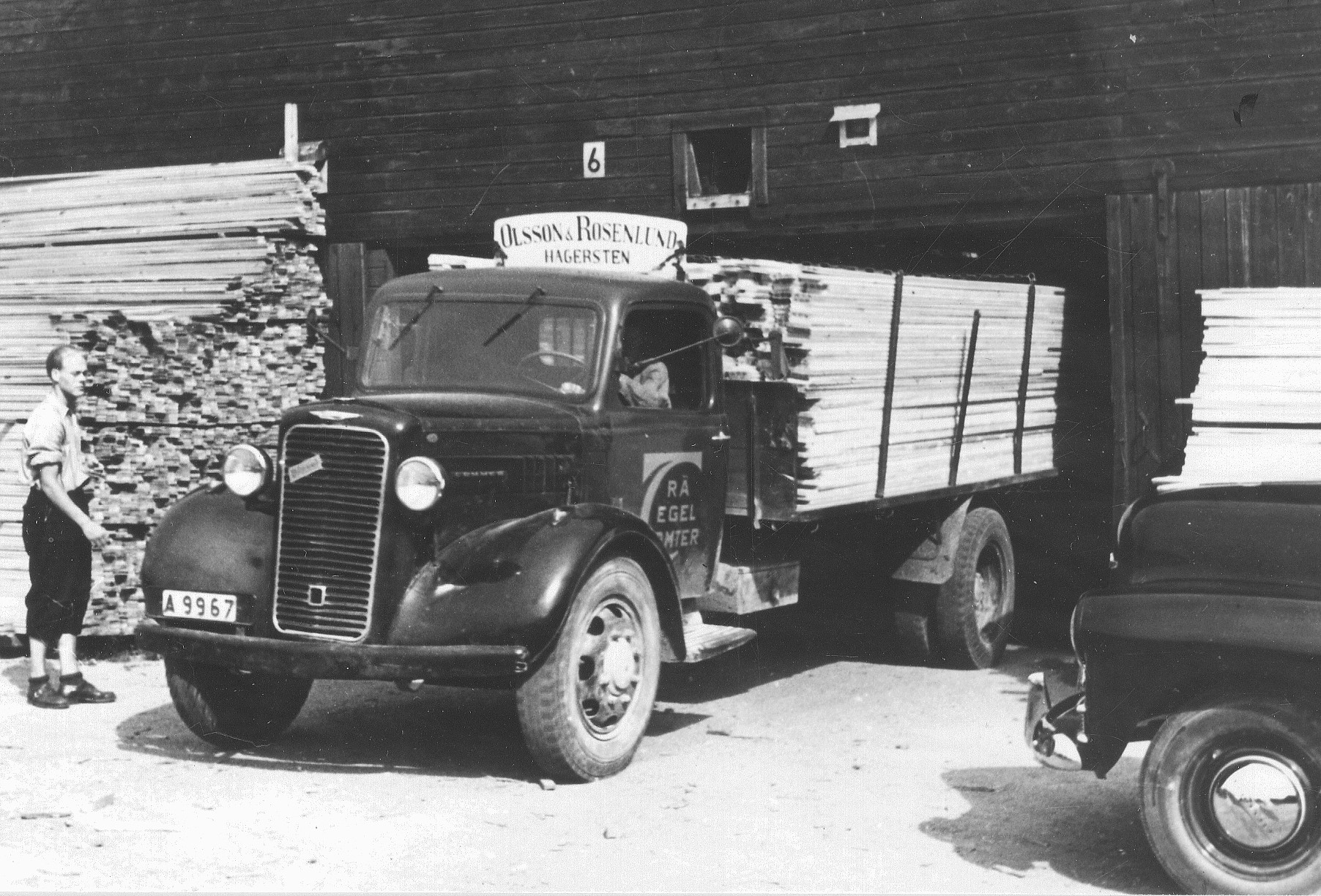
På brädgården 1947.
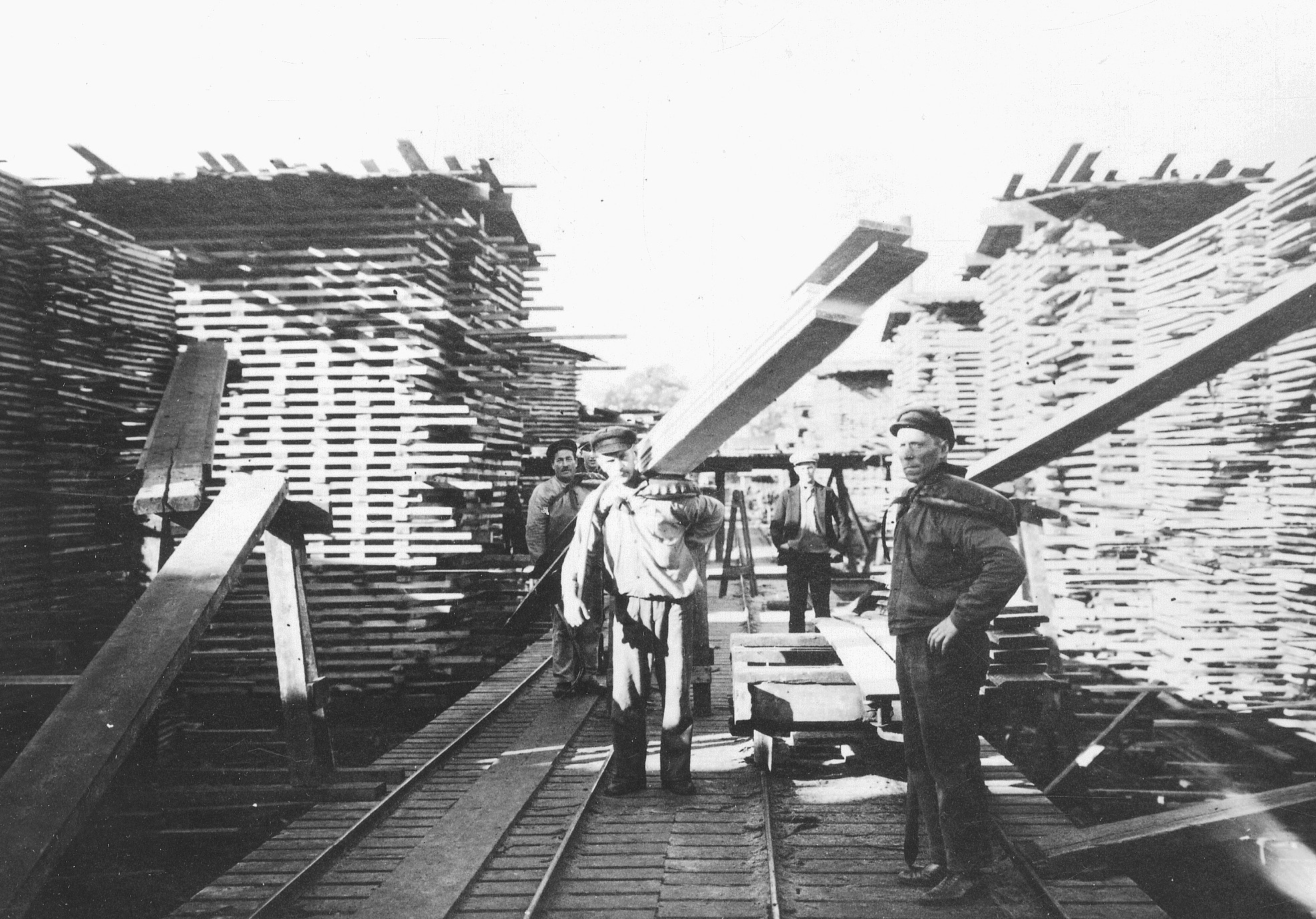
På brädgården 1947.

## Markexploatering

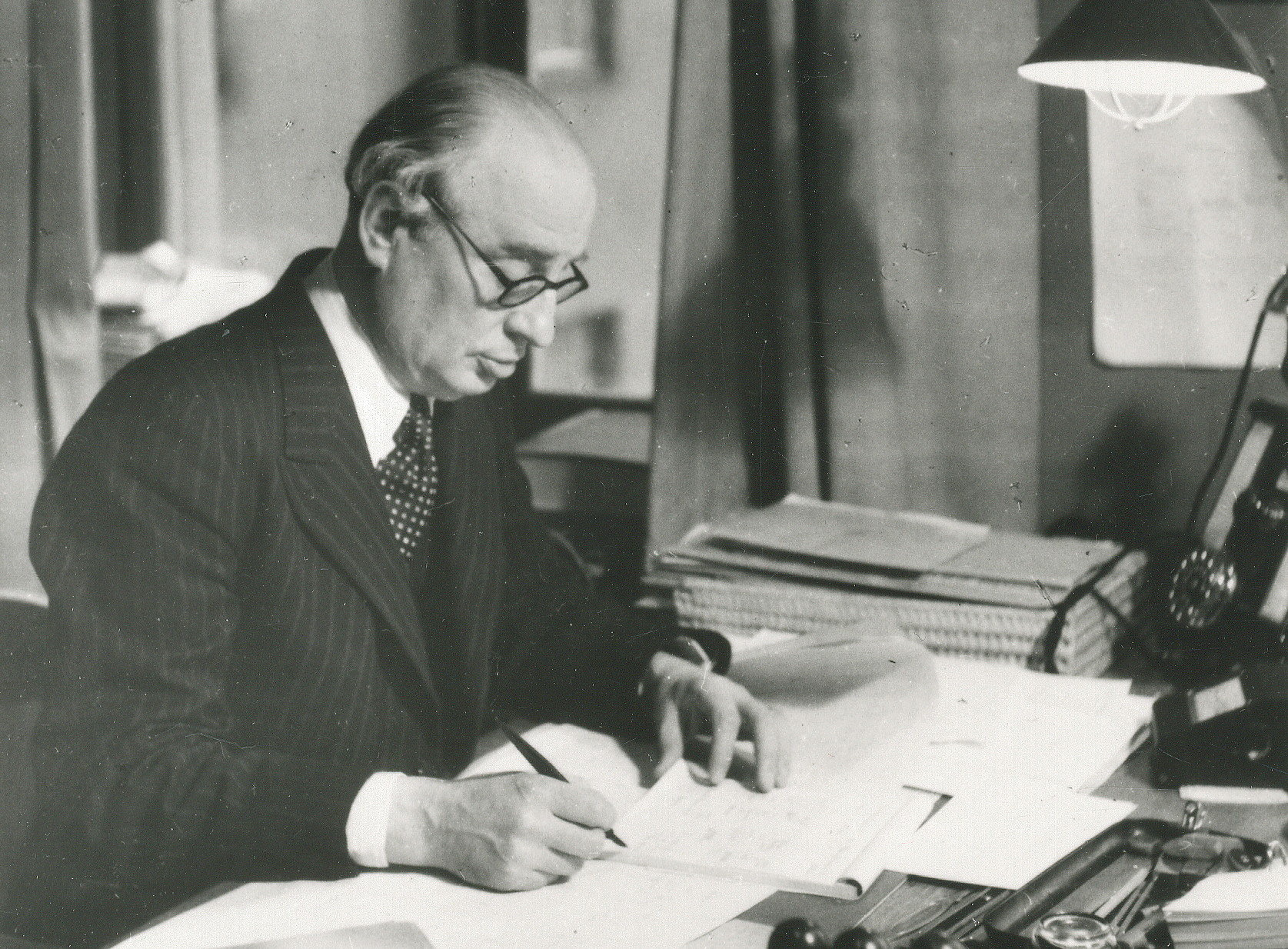
Direktören Fritz H. Eriksson, 1946.

På 1910-talet började företaget bygga några småhus söder om Hägerstens gård på en höjd som fick namnet Axelsberg. Olsson & Rosenlund tog också aktiv del i bildandet av Södra Förstadsbanan, som anlade en spårväg från Liljeholmen via Aspudden över företagets marker till en ändstation vid dåvarande Fridhem (nuvarande Mälarhöjden). Under mellankrigstiden avstyckades villatomter i stora områden i Hägersten och Mälarhöjden. Ansvarig för Olsson & Rosenlunds markförsäljning var vid denna tidpunkt direktören Fritz H. Eriksson, som kom att också få stor betydelse för kulturen på Hägerstensåsen och i Västertorp.
Företaget hade också mark i södra Sollentuna, där man från 1925 sålde av egnahemstomter i det som fick namnet Eriksbergs villastad i Helenelund.
Under andra världskriget låg bostadsproduktionen i Sverige i stort sett nere, och det ledde till ett stort behov av att därefter bygga nya förorter i bland annat Stockholm. Olsson & Rosenlund sålde först mark i den norra delen av Hägerstensåsen för flerbostadshus. Den första stadsplanen hade utarbetats på företagets initiativ redan 1937, men husen kom att uppföras först under andra hälften av 1940-talet. I början av 1950-talet bebyggdes Västertorp, där Olsson & Rosenlund ägde marken i stadsdelens norra del. Under 1960-talet bebyggdes också området närmast företagets anläggningar runt Hägerstens gård, ett litet stadsdelscentrum och sjutton nio våningars höghus i två långa rader samt kedje- och radhus (se Hägerstensbrinkens radhusområde). Den nya tunnelbanestationen och bostadsområdet fick namnet Axelsberg, sannolikt efter Axel Rosenlund som var bolagets centralgestalt.

## Att läsa mer
- Bo G. Hall: Olsson & Rosenlund i Hägerstenshamnen i Tidig industri i Hägersten, utgiven av Hägerstens hembygdsförening (Hägerstensbygden 1992, Årgång 26, Volym 29, ISSN 0284-9372)
- Olle Nilson, Runhällen: "Tegelriket" ISBN 978-91-631-8877-0. 350 sidor. Utgiven 2000. Dokumenterar takteglet, bruken, grosshandlarna i Heby, Vittinge, Huddunge, Sala, Jugansbo, Östervåla, Harbo, Tärnsjö, Västerfärnebo, Möklinta.